# Refraktiv kirurgi
Refraktiv kirurgi är ett sammanfattande begrepp för olika metoder att eliminera eller minska behovet av att använda glasögon eller kontaktlinser för att se tydligt. Genom att förändra hornhinnans form eller genom att byta ut ögats egen naturliga lins mot en konstgjord korrigeras ögats refraktion. Man kan även sätta i en konstgjord lins utan att avlägsna den naturliga linsen.

## Historia
Experiment med att försöka eliminera synfel hos ögonen med hjälp av kirurgiska ingrepp har gjorts sedan 1960-talets mitt. Dessa har oftast inkluderat försök att på olika sätt ändra formen hos hornhinnan, men även genom att ersätta eller komplettera den naturliga linsen med en konstgjord lins med korrekt vald styrka. Genom åren har olika metoder för att ändra formen på hornhinnan provats, varav följande exempel brukar lyftas fram som några av de viktigaste.

### Keratomileusis
År 1963 utfördes keratomileusis av Jose Barraquer i Bogotá, Colombia. Metoden innebar att han dissekerade ut en lamell av hornhinnan, frös ned den, och sedan "svarvade" bort lämplig mängd vävnad, för att sedan montera tillbaka den korrigerade lamellen i hornhinnan.

### Radiär keratotomi
Professor Svyatoslav N. Fyodorov, Moskva, utvecklade metoden radiär keratotomi 1974. Med hjälp av en diamantkniv gjordes flera radiära snitt i hornhinnan, vilka skulle leda till att hornhinnan blev flatare. På Fjodorovs privatklinik utfördes dessa operationer under framför allt 1980-talet.

### Excimerlaser
Första gången en excimerlaser användes, i syfte att ändra formen på en hornhinna var 1983, av Stephan Trokel i samarbete med R. Srinivasan. Tekniken används huvudsakligen för att korrigera måttliga grader av glasögonbehov. Synkorrigeringen sker då genom avlägsnande av hornhinnevävnad med hjälp av excimerlaser antingen direkt på ytan (PRK/Lasek) eller efter preparation av en flik (flap), som lyfts och där excimerlaserbehandlingen sker under fliken Lasik och FSlasik.

## Behandlingar

### Laserbehandlingar
Målet med behandlingen är likvärdig syn som med bästa glasögon/kontaktlinser. Behandlingen sker på ytan av ögat. Ingen del av behandlingen sker inne i själva ögat. Risken för allvarligare komplikationer är mycket låg. 
De vanligaste biverkningarna är:
- Problem med fliken (LASIK/FS-LASIK).
- Viss torrhetskänsla. Oftast övergående inom några veckor, ibland månader, men kan i sällsynta fall bli bestående (framför allt vid LASIK/FS-LASIK).

Kompletterande laserbehandling, för att ta bort ett mindre kvarvarande synfel. Risken ökar ju större det ursprungliga synfelet är. Ibland kan patienten se halo och starburst runt lampor i mörker, liknande det som kan ses vid disigt och dimmigt väder runt till exempel en gatlykta. Detta brukar försvinna inom 2-3 månader. Enligt en rapport som publicerades 2007 av statens beredning för medicinsk utveckling  får cirka 96-99 procent en synskärpa av 0,5 eller bättre efter första behandlingen, om det ursprungliga synfelet var närsynthet upp till -6,0 Dioptrier. När det gäller risker, kan man också jämföra med den risk det innebär att bära kontaktlinser dagligen. Enligt en studie är riskerna lika stora, sedda i ett långtidsperspektiv 

#### Ytbehandling
Vid ytlig korrigering måste hornhinnans epitel, det yttersta skiktet som hela tiden förnyas, tas bort innan laseråtgärden utförs. Det kan göras på flera sätt. Den tidigaste metoden innebar att epitelet skrapades bort och därefter ändrades hornhinnans form, ablation, med hjälp av excimerlasern. Epitelet växer sedan ut på nytt igen. Denna metod kallas PRK. 
En vidareutveckling av PRK-metoden är att ytan utsätts för en alkohollösning som gör att epitelet kan föras åt sidan i form av en epitelflik. Ablationen, formförändringen, utförs, och därpå läggs fliken tillbaka. Epitelfliken fungerar som ett bandage. Syftet är att minska smärtan de första dagarna. Denna metod kallas LASEK. 
Ett annat sätt, Epilasik, är att använda ett speciellt instrument med vilket kirurgen kan skrapa undan epitelet, utan att påverka ytan, Bowmans membran, under. Precis som vid LASEK läggs sedan denna epitelflik tillbaka. 
Det går också att använda excimerlasern för att med hjälp av speciell programvara först ta bort epitelet och sedan utföra själva ablationen med samma laser. Denna variant av PRK, kallas för TransPRK, eller Transepithelial PRK. 
Gemensamt för dessa metoder är att de kan innebära mer smärta under de första 2-3 dagarna, och att det tar någon eller några veckor innan synen är bra.

#### Djup behandling med flik (LASIK/FS LASIK)
Här görs istället en flik av yttersta skiktet på hornhinnan, cirka 0,09-0,16 mm tjock. Fliken viks upp och därefter utförs ablationen under fliken, som därefter läggs tillbaka. Fliken fastnar tämligen omedelbart, och därmed har patienten en i stort sett oskadad yttre yta. Detta gör att metoden kan betecknas som smärtfri, och synen brukar upplevas som utmärkt redan dagen efter behandlingen. Ibland kan det göra ont några timmar efter ingreppet. Detta kan lindras med bedövande ögondroppar eller vanliga smärtstillande tabletter. Skillnaden mellan de olika metoder som används under olika namn är framför allt på vilket sätt fliken prepareras. Lasik är det ursprungliga sättet att göra fliken på. Här används ett mekaniskt, motordrivet instrument (mikrokeratom) som preparerar fliken. Denna metod började användas i början av 1990-talet, men blir allt mindre vanlig. FSlasik eller Femtosekundlasik är en viktig utveckling av Lasikmetoden. Här används istället en speciell laser, Femtosekund, för att skapa fliken. Enkelt beskrivet skapar lasern gasbubblor på det djup som programmerats i förväg. Gasbubblorna får vävnaden att dela sig och på detta sätt skapas fliken på ett mycket precist sätt. Fliken blir exakt så tjock som man beräknat och den blir lika tjock över hela ytan, vilket inte alltid är fallet med ett mekaniskt instrument(mikrokeratom). Detta gör att metoden anses som betydligt säkrare än konventionell Lasik som utnyttjar mikrokeratom. Precisionen hos FSlasik gör också att det är möjligt att göra en tunnare flik, och därmed hålla ingreppet på en ytligare nivå i hornhinnan. Leder till minimerat och lindrigare ingrepp i hornhinnan.

#### Djup behandling utan flik (ReLEx Smile)
Femtosekundtekniken kan också användas på andra sätt. En teknik som funnits sedan 2011 innebär att man med hjälp av Femtosekundlasern skapar en lentikel (liten lins av hornhinnevävnad) motsvarande synfelet. Denna tas sedan ur hornhinnan via en liten öppning som också skapats med lasern, (kan liknas vid titthålskirurgi). Detta möjliggör att endast en laser används till hela behandlingen, laserbehandlingen tar under 30 sekunder och varken känns, hörs eller luktar. Synkorrektionen utförs på samma ställe i hornhinnan som LASIK/FS-LASIK, men eftersom man kan göra hela synkorrektionen genom en minimal öppning på knappt 3 mm, slipper man skapa och lyfta ett lock av hornhinnan som vid LASIK/FS-LASIK. Man bevarar därmed både styrkan och innerveringen av ögats yta i så stor utsträckning som möjligt, vilket också medför en minskad risk för torra ögon. Läkningsförloppet är snabbt och upplevs vanligen mindre smärtfullt än FS-LASIK, eftersom man i princip lämnar hela ögats känsliga yttre intakt. Denna metod kallas ReLEx Smile 

### Metoder som utnyttjar linsimplantat
Det finns också linsalternativ för att korrigera sitt synfel. Vid dessa operationer används konstgjorda linser som implanteras inne i ögat, antingen efter att den ursprungliga linsen tagits bort (RLE) eller där den implanterade linsen fungerar som ett komplement till den naturliga (ICL).
Ett specialfall inom detta område är kataraktkirurgi, där man avlägsnar ögats naturliga lins främst på grund av att den blivit grumlig och därmed omöjliggör tydligt seende, alldeles oavsett vilken glasögonstyrka man försöker anpassa. När man utför detta ingrepp kan man genom att välja den nya, konstgjorda linsen i korrekt styrka även eliminera ett tidigare synfel. 
- ICL används främst på yngre patienter (under ca 40 år) där laserbehandling av någon anledning inte är lämplig. Kan vara att hornhinnan är för tunn, eller där synfelet är för stort för att kunna tas bort med laser
- RLE används på patienter som passerat 45-50 års ålder, och där förmågan att ställa om skärpan mellan avstånd och nära håll avtagit (ålderssynthet, presbyopi)

RLE kan utföras med multifokala linser, det vill säga linser med flera styrkor, för att möjliggöra seende såväl på långt håll, som vid läsning och andra närrelaterade sysslor. Själva förloppet av ingreppet är samma som en grå starr operation (kataraktextraktion). Detta är ett mycket vanligt ingrepp världen över, och utförs i Sverige på cirka 70000-80000 ögon årligen. Att utföra detta ingrepp genom att först avlägsna den gamla, grumliga linsen och därpå ersätta den med en konstgjord, har utförts i Sverige sedan början av 1980-talet. Tekniken har naturligtvis förfinats och utvecklats genom åren. Skillnaden mellan en RLE-operation och en vanlig gråstarroperation, är att vid RLE tas en lins bort som ännu inte grumlats och istället för en monofokal lins (lins med endast en styrka) implanteras en multifokal lins (lins med flera styrkor) för att göra det möjligt att slippa glasögon såväl vid avståndseende som bilkörning och TV -tittande, som vid läsning och annat närarbete. Vid RLE erbjuds också möjligheten att efterjustera resultatet med excimerlaserbehandling om det skulle visa sig nödvändigt.

#### RLE
Riskbilden är i stort densamma som vid grå starr-operationer. Vid användande av multifokallinser är målsättningen att se bra både på långt och nära håll, men det ger ändå inte den flexibilitet i skärpeinställningen som hos det naturliga, orörda ögat erbjöd i åren innan 35 års ålder. I den åldern kan de flesta med mycket stor smidighet ändra fokus från riktigt långt avstånd, helt steglöst, ända in till mycket nära avstånd, till exempel när man vill ta ur en sticka i fingret. I vissa specifika situationer kan glasögon behöva användas trots att en RLE-operation genomförts. Det kan vara för att få optimal skärpa på en datorskärm som är belägen på till exempel cirka 70 cm avstånd, och där arbetsplatsens övriga utformning omöjliggör att skärmen placeras närmre. Eller där extrema krav föreligger på att noggrant kunna betrakta små detaljer, till exempel när en sticka i fingret ska tas bort. Då kan ett par förstorande glasögon vara till hjälp. Efter en RLE-operation klarar sig dock cirka 90 procent av patienterna utan att glasögon överhuvudtaget behöver användas. Så vissa begränsningar finns med metoden. Viktigt är dock att komma ihåg att även alla andra sätt att korrigera åldersyntheten innebär kompromisser. Detta gäller såväl bifokala/progressiva/singel glasögon, som progressiva kontaktlinser, eller kontaktlinser med så kallad monovision och alltså även RLE. Viktigaste biverkningarna är halos eller glorior runt lampor i mörker, något ökad bländningsbenägenhet samt något nedsatt kontrastkänslighet. Samtliga dessa biverkningar blir bättre vartefter månaderna går, vilket beror på att hjärnan i allt högre grad anpassar sig till den nya optiken i ögat.

## Möjliga synfel som går att korrigera med de olika behandlingarna
Lasek/PRK/Epilasik
Översynthet (Hyperopi) Upp till ca 4.0 Dioptrier Närsynthet (Myopi) upp till ca -10,00 Dioptrier. Brytningsfel (Astigmatism) upp till 6 Dioptrier
FS-lasik
Översynthet (Hyperopi) Upp till ca 4.0 Dioptrier Närsynthet (Myopi) upp till ca -10,00 Dioptrier. Brytningsfel (Astigmatism) upp till 6.0 Dioptrier
ReLEx smile
Närsynthet (Myopi) Upp till ca 10 Dioptrier. Brytningsfel (Astigmatism) upp till 6 Dioptrier
ICL
Översynthet (Hyperopi), Närsynthet (Myopi) och brytningsfel (Astigmatism) av i princip obegränsad omfattning.
RLE
Översynthet (Hyperopi), Närsynthet (Myopi) och brytningsfel (Astigmatism) av i princip obegränsad omfattning. Samt även korrektion av ålderssynthet (presbyopi)

## Fotnoter
1. ↑  Åhrberg, Axel och Tengroth, Björn: ”Refraktiv Kirurgi” , Läkartidningen, nr 21-22, 2004. Läst: 2012-07-17
2. ↑  http://www.sbu.se/2007049
3. ↑  McGee, Hall.T. Lasik versus long-term contact lens wear;Journal of cataract and refractive surgery, Volume 35, number 11 2009. ss 1860-1867
4. ↑  Haddrill, Marilyn. "LASIK Risks and LASIK Complications". AllAboutVision.com. Retrieved 2012-08-20
5. ↑  Pressrelease 20110619, Carl Zeiss meditec http://www.zeiss.de/C1256A770030BCE0/WebViewTopNewsAllE/FE7531ED266AAD36C125790D002F1555?OpenDocument  läst 20120820
6. ↑  Petersson, Anders & Fagerholm, Per: ”ABC om åldersrelaterad katarakt” Arkiverad 7 april 2014 hämtat från the Wayback Machine., Läkartidningen, nr 34, 2006-08-21. Läst: 2012-07-17